# بولين مينارد دوريان
بولين مينارد دوريان (21 يوليو 1870 - 24 ديسمبر 1941) هي كاتبة فرنسية ومضيفة صالون أدبي فيالحقبة الجميلة .

## حياتها المبكرة والأسرة
ولدت في شاتو دو فرايس في يوم 21 يوليو 1870، والديها هو بول فرانسوا مينارد، وهو سياسي ورجل أعمال ثري،و أمها ولويز ألين دوريان.  وهي عضو في عائلة جمهورية بارزة، وكان جدها لأمها، بيير فريديريك دوريان ، وزيرًا للأشغال العامة في الجمهورية الفرنسية الثالثة . لقد نشأت باعتبارها بروتستانتية . أمضت طفولتها بين العيش في فندق في شارع دي لا فيسانديري وممتلكات عائلتها في الفراولة و لونيل.

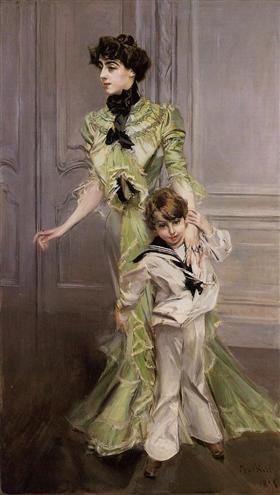
صورة للسيدة جورج هوغو وابنها جان، رسم جيوفاني بولديني ، 1898، زيت على قماش - الموضوع: مدام جورج هوغو (ولدت بولين مينارد دوريان) وابنها جان هوغو